# Ajdemir
Ajdemir (bulgariska: Айдемир) är ett distrikt i Bulgarien.   Det ligger i kommunen Obsjtina Silistra och regionen Silistra, i den nordöstra delen av landet, 300 kilometer öster om huvudstaden Sofia.
Trakten runt Ajdemir består till största delen av jordbruksmark. Runt Ajdemir är det ganska tätbefolkat, med 108 invånare per kvadratkilometer.